# Sulodexida
Sulodexida é uma mistura altamente purificada de compostos glicosaminoglicanos de heparina de baixo peso molecular (80%) e dermatan sulfato (20%).